# Светско првенство у пливању 2011.
Светско првенство у пливању 2011. одржано је у оквиру 14. Светског првенства у воденим спортовима у Шангају 2011.Такмичење је одржано од 24. до 31. јула на базенима шангајског Оријенталног спортског центра.

## Распоред такмичења
Такмичење је било састављено од квалификација, које су се одржавале у јутарњем програму (09.00 по локалном времену) и полуфинала и финала у вечерњем програму (18.00 по локалном времену) У дисциплинама на 50, 100 и 200 м квалификације и полуфинале одржана су истог дана, а финале наредног дана у вечерњем програму, у дисциплинама на 400 м и штафете квалификације су биле ујутро, а финале увече истог дана. Дисциплине на 800 м и 1500 м квалификације су имале у вечерњем програму једног дана, а финале наредног дана.
| Датум    | Јутарњи програм | Вечерњи програм Полуфинале / Финале(подебљано) |
| -------- | --- | --- |
| 24. јули | Жене 100 м лептир Мушкарци 400 м слободно Жене 200 м мешовито Мушкарци 50 м делфин Жене 400 м слободно Мушкарци 100 м прсно Жене 4×100 м слободно Мушкарци 4×100 м слободно | Жене 100 м делфин Мушкарци 400 м слободно Жене 200 м мешовито Мушкарци 50 м делфин Жене 400 м слободно Мушкарци 100 м прсно Жене 4×100 м слободно Мушкарци 4×100 м слободно                        |
| 25. јули | Жене 100 м леђно Мушкарци 200 м слободно Жене 100 м прсно Мушкарци 100 м леђно Жене 1.500 м слободно                                                                        | Мушкарци 100 м прсно Жене 100 м делфин Мушкарци 100 м леђно Жене 100 м прсно Мушкарци 50 м делфин Жене 100 м прсно Мушкарци 200 м слободно Жене 200 м мешовито                                     |
| 26. јули | Мушкарци 50 м прсно Мушкарци 200 м делфин Жене 200 м слободно Мушкарци 800 м слободно                                                                                       | Мушкарци 200 м слободно Жене 100 м леђно Жене 50 м прсно Жени 1.500 м слободно Жене 100 м леђно Жене 200 м слободно Мушкарци 200 м делфин Жени 100 м прсно                                         |
| 27. јули | Жене 50 м леђно Мушкарци 100 м слободно Жене 200 м делфинр Мушкарци 200 м иешовито                                                                                          | Мушкарци100 м слободно Жени 50 м леђно Мушкарци 200 м делфин Жене 200 м слободно Мушкарци 50 м прсно Жене 200 м лептир Мушкарци 200 м мешовито Мушкарци 800 м слободно                             |
| 28. јули | Жене 100 м слободно Мушкарци 200 м леђно Жене 200 м прсно Мушкарци 200 м прсно Жене 4×200 м штафета слободно                                                                | Мушкарци 100 м слободно Мушкарци 200 м мешовито Жене 200 м прсно Мушкарци 100 м слободно Жене 200 м делфин Мушкарци 200 м прсно Жене 50 м леђно Мушкарци 200 м леђно Жене 4×200 м штафета слободно |
| 29 јули  | Мушкарци 50 м слободно Жене 50 м делфин Мушкарци 100 м делфин Жене 200 м леђно Мушкарци 4×200 м штафета краул Жене 800 м слободно                                           | Жене 100 м слободно Мушкарци 200 м леђно Жене 50 м делфин Мушкарци 50 м слободно Жене 200 м прсно Мушкарци 100 м делфин Жене 200 м леђно Мушкарци 200 м прсно Мушкарци 4×200 м штафета слободно    |
| 30. јули | Жене 50 м слободно Жене 50 м прсно Мушкарци 50 м леђно Жене 4×100 м штафета мешовито Мушкарци 1500 м слободно                                                               | Жене 50 м лептир Мушкарци 50 м слободно Жене 200 м леђно Жене 50 м прсно Мушкарци 100 м делфин Жене 50 м слободно Мушкарци 50 м леђно Жене 800 м слободно Жене 4×100 м мешовито                    |
| 31. јули | Мушкарци 400 м мешовито Жене 400 м мешовито Мушкарци 4×100 м штафета мешовито                                                                                               | Мушкарци 50 м леђно Жене 50 м прсно Мушкарци 400 м мешовито Жене 50 м краул Мушкарци 1500 м слободно Жене 400 m мешовито Мушкарци 4×100 м штафета мешовито                                         |

## Победници

### Мушкарци
| Мушкарци         | Мушкарци | Мушкарци   | Мушкарци | Мушкарци   | Мушкарци | Мушкарци    |
| ---------------- | --- | ---------- | --- | ---------- | --- | ----------- |
| Дисциплина       | Злато | Време      | Сребро | Време      | Бронза | Време       |
| слободно         | |            | |            | |             |
| 50 м слободно    | Сезар Сијело Фиљо · Бразил                                                                                           | 21,52      | Лука Дото · Италија                                                                                           | 21,90      | Ален Бернар · Француска                                                                                            | 21,92       |
| 100 м слободно   | Џејмс Магнусен · Аустралија                                                                                          | 47,63      | Брент Хејден · Канада                                                                                         | 47,95      | Вилијам Мејнар · Француска                                                                                         | 48,00       |
| 200 м слободно   | Рајан Локти · Сједињене Државе                                                                                       | 1:44,44    | Мајкл Фелпс · Сједињене Државе                                                                                | 1:44,79    | Паул Бидерман · Немачка                                                                                            | 1:44,88     |
| 400 м слободно   | Парк Те Ван · Јужна Кореја                                                                                           | 3:42,04    | Суен Јанг · Кина                                                                                              | 3:43,24    | Паул Бидерман · Немачка                                                                                            | 3:44,14     |
| 800 м слободно   | Суен Јанг · Кина | 7:38,57 СР | Рајан Кокран · Канада                                                                                         | 7:41,86    | Герге Киш · Мађарска                                                                                               | 7:44,94 НР  |
| 1.500 м слободно | Суен Јанг · Кина | 14:34,14   | Рајан Кокран · Канада                                                                                         | 14:44,46   | Герге Киш · Мађарска                                                                                               | 14:45,66 НР |
| леђно            | |            | |            | |             |
| 50 м леђно       | Лијам Танкок · Уједињено Краљевство                                                                                  | 24,50      | Камиј Лакур · Француска                                                                                       | 24,57      | Герхард Зандберг · Јужна Африка                                                                                    | 24,66       |
| 100 м леђно      | Камиј Лакур · Француска · Жереми Стравиус · Француска                                                                | 52,76      | |            | Рјосуке Ирије · Јапан                                                                                              | 52,98       |
| 200 м леђно      | Рајан Локти · Сједињене Државе                                                                                       | 1:52,96    | Рјосуке Ирије · Јапан                                                                                         | 1:54,11    | Тајлер Клари · Сједињене Државе                                                                                    | 1:54,69     |
| прсно            | |            | |            | |             |
| 50 м прсно       | Фелипе Франса Силва · Бразил                                                                                         | 27,01      | Фабио Скоцоли · Италија                                                                                       | 27,17 НР   | Камерон ван дер Бург · Јужна Африка                                                                                | 27,19       |
| 100 м прсно      | Александер Дале Оен · Норвешка                                                                                       | 58,71 НР   | Фабио Скоцоли · Италија                                                                                       | 59,42 НР   | Камерон ван дер Бург · Јужна Африка                                                                                | 59,49       |
| 200 м прсно      | Данијел Ђурта · Мађарска                                                                                             | 2:08,41    | Косуке Китаџима · Јапан                                                                                       | 2:08,63    | Кристијан фом Лем · Немачка                                                                                        | 2:09,06     |
| делфин           | |            | |            | |             |
| 50 м делфин      | Сезар Сијело Фиљо · Бразил                                                                                           | 23,10      | Мет Таргет · Аустралија                                                                                       | 23,28      | Џеф Хјугил · Аустралија                                                                                            | 23,35       |
| 100 м делфин     | Мајкл Фелпс · Сједињене Државе                                                                                       | 50,71      | Конрад Черњак · Пољска                                                                                        | 51,15 НР   | Тајлер Макгил · Сједињене Државе                                                                                   | 51,26       |
| 200 м делфин     | Мајкл Фелпс · Сједињене Државе                                                                                       | 1:53,34    | Такеши Мацуда · Јапан                                                                                         | 1:54,01    | Ву Пенг · Кина | 1:54,67     |
| мешовито         | |            | |            | |             |
| 200 м мешовито   | Рајан Локти · Сједињене Државе                                                                                       | 1:54,00 СР | Мајкл Фелпс · Сједињене Државе                                                                                | 1:54,16    | Ласло Чех · Мађарска                                                                                               | 1:57,69     |
| 400 м мешовито   | Рајан Локти · Сједињене Државе                                                                                       | 4:07,13    | Тајлер Клари · Сједињене Државе                                                                               | 4:11,17    | Јуја Хорихата · Јапан                                                                                              | 4:11,98     |
| штафете          | |            | |            | |             |
| 4х100 м слободно | Аустралија · Џејмс Магнусен (47,49) · Мет Таргет (47,87) · Метју Абуд (47,92) · Ејмон Саливан (47,72)                | 3:11,00    | Француска · Ален Бернар (48,75) · Жереми Стравиус (47,78) · Вилијам Мејнар (47,39) · Фабјен Жило (47,22)      | 3:11,14    | Сједињене Државе · Мајкл Фелпс (48,08) · Гарет Вебер-Гејл (48,33) · Џејсон Лезак (48,15) · Нејтан Ејдријан (47,40) | 3:11,96     |
| 4х200 м слободно | Сједињене Државе · Мајкл Фелпс (1:45,53) · Питер Вандеркај (1:46,07) · Рики Беренс (1:46,51) · Рајан Локти (1:44,56) | 7:02,67    | Француска · Јаник Ањел (1:45,25) · Грегори Мале (1:46,81) · Жереми Стравиус (1:45,40) · Фабјен Жило (1:47,35) | 7:04,81 НР | Кина · Ванг Шун (1:47,09) · Џанг Лин (1:46,14) · Ли Јунћи (1:47,30) · Суен Јанг (1:45,14)                          | 7:05,67 НР  |
| 4х100 м мешовито | Сједињене Државе · Николас Томан (53,61) · Марк Ганглоф (1:00,24) · Мајкл Фелпс (50,57) · Нејтан Ејдријан (47,64)    | 3:32,06    | Аустралија · Хејден Стокел (54,22) · Брентон Рикард (59,32) · Џеф Хјугил (51,72) · Џејмс Магнусен (47,00)     | 3:32,26    | Немачка · Хелге Мев (53,53) · Хендрик Фелдвер (59,72) · Бенјамин Штарке (51,83) · Паул Бидерман (47,52)            | 3:32,60     |

### Жене
| Жене             | Жене | Жене           | Жене | Жене     | Жене | Жене     |
| ---------------- | --- | -------------- | --- | -------- | --- | -------- |
| Дисциплина       | Злато | Време          | Сребро | Време    | Бронза | Време    |
| слободно         | |                | |          | |          |
| 50 м слободно    | Тересе Алсхамар · Шведска                                                                                         | 24,14          | Раноми Кромовиђојо · Холандија                                                                                 | 24,27    | Марлен Велдхојс · Холандија                                                                                 | 24,49    |
| 100 м слободно   | Жанете Отесен · Данска · Александра Херасимења · Белорусија                                                       | 53,45          | |          | Раноми Кромовиђојо · Холандија                                                                              | 53,66    |
| 200 м слободно   | Федерика Пелегрини · Италија                                                                                      | 1:55,58        | Кајли Палмер · Аустралија                                                                                      | 1:56,04  | Камиј Мифа · Француска                                                                                      | 1:56,10  |
| 400 м слободно   | Федерика Пелегрини · Италија                                                                                      | 4:01,7         | Ребека Адлингтон · Уједињено Краљевство                                                                        | 4:04,01  | Камиј Мифа · Француска                                                                                      | 4:04,06  |
| 800 м слободно   | Ребека Адлингтон · Уједињено Краљевство                                                                           | 8:17,51        | Лоте Фрис · Данска                                                                                             | 8:18,20  | Кејт Зиглер · Сједињене Државе                                                                              | 8:23,36  |
| 1.500 м слободно | Лоте Фрис · Данска                                                                                                | 15:49,59       | Кејт Зиглер · Сједињене Државе                                                                                 | 15:55,60 | Ли Суансу · Кина                                                                                            | 15:58,02 |
| леђно            | |                | |          | |          |
| 50 м леђно       | Анастасија Зујева · Русија                                                                                        | 27,79          | Аја Теракава · Јапан                                                                                           | 27,93    | Миси Френклин · Сједињене Државе                                                                            | 28,01    |
| 100 м леђно      | Џао Ђинг · Кина                                                                                                   | 59,05          | Анастасија Зујева · Русија                                                                                     | 59,06    | Натали Коулин · Сједињене Државе                                                                            | 59,15    |
| 200 м леђно      | Миси Френклин · Сједињене Државе                                                                                  | 2:05,10 АМ, НР | Белинда Хокинг · Аустралија                                                                                    | 2:06,06  | Шарон ван Рувендал · Холандија                                                                              | 2:07,78  |
| прсно            | |                | |          | |          |
| 50 м прсно       | Џесика Харди · Сједињене Државе                                                                                   | 30,19          | Јулија Јефимова · Русија                                                                                       | 30,49    | Ребека Сони · Сједињене Државе                                                                              | 30,58    |
| 100 м прсно      | Ребека Сони · Сједињене Државе                                                                                    | 1:05,05        | Лајзел Џоунс · Аустралија                                                                                      | 1:06,25  | Ђи Липинг · Кина                                                                                            | 1:06,52  |
| 200 м прсно      | Ребека Сони · Сједињене Државе                                                                                    | 2:21,47        | Јулија Јефимова · Русија                                                                                       | 2:22,22  | Марта Макејб · Канада                                                                                       | 2:24,81  |
| делфин           | |                | |          | |          |
| 50 м делфин      | Инге Декер · Холандија                                                                                            | 25,71          | Тересе Алсхамар · Шведска                                                                                      | 25,76    | Мелани Еник · Француска                                                                                     | 25,86    |
| 100 м делфин     | Дејна Волмер · Сједињене Државе                                                                                   | 56,87          | Алиша Кутс · Аустралија                                                                                        | 56,94    | Лу Јинг · Кина                                                                                              | 57,06    |
| 200 м делфин     | Ђао Љујанг · Кина                                                                                                 | 2:05,55        | Елен Ганди · Уједињено Краљевство                                                                              | 2:05,59  | Љу Циге · Кина                                                                                              | 2:05,90  |
| мешовито         | |                | |          | |          |
| 200 м мешовито   | Је Шивен · Кина                                                                                                   | 2:08,90        | Алиша Кутс · Аустралија                                                                                        | 2:09,00  | Аријана Кукорс · Сједињене Државе                                                                           | 2:09,12  |
| 400 м мешовито   | Елизабет Бејзел · Сједињене Државе                                                                                | 4:31,78        | Хана Мајли · Уједињено Краљевство                                                                              | 4:34,22  | Стефани Рајс · Аустралија                                                                                   | 4:34,23  |
| штафете          | |                | |          | |          |
| 4х100 м слободно | Холандија · Инге Декер (54,91) · Раноми Кромовиђојо (53,26) · Марлен Велдхојс (53,33) · Фемке Хемскерк (52,46)    | 3:33,96        | Сједињене Државе · Натали Коулин (54,09) · Миси Френклин (52,99) · Џесика Харди (54,12) · Дејна Волмер (53,27) | 3:34,47  | Немачка · Брита Штефен (54,51) · Зилке Липок (54,17) · Лиса Фитинг (53,85) · Данијела Шрајбер (53,12)       | 3:36,05  |
| 4х200 м слободно | Сједињене Државе · Миси Френклин (1:55,06) · Дагни Натсон (1:57,18) · Кејти Хоф (1:57,41) · Алисон Шмит (1:56,49) | 7:46,14        | Аустралија · Бронте Барат (1:55,86) · Блер Еванс (1:57,69) · Енџи Бејнбриџ (1:57,36) · Кајли Палмер (1:55,51)  | 7:47,42  | Кина · Чен Ћан (1:57,37) · Панг Ђајинг (1:56.97) · Љу Ђинг (1:57,85) · Танг Ји (1:55,47)                    | 7:47,66  |
| 4х100 м мешовито | Сједињене Државе · Натали Коулин (59,12) · Ребека Сони (1:04,71) · Дејна Волмер (55,74) · Миси Френклин (52,79)   | 3:52,26 АМ, НР | Кина · Џао Ђинг (59,24) · Ђи Липинг (1:06,27) · Лу Јинг (56,77) · Танг Ји (53,33)                              | 3:55,61  | Аустралија · Белинда Хокинг (59,91) · Лајзел Џоунс (1:06,18) · Алиша Кутс (56,69) · Меринда Дингџан (54,35) | 3:57,13  |

## Биланс медаља
| Медаље земље домаћина |

|     | Држава               | Злато | Сребро | Бронза | Укупно |
| --- | -------------------- | ----- | ------ | ------ | ------ |
| 1.  | Сједињене Државе     | 8     | 3      | 3      | 14     |
| 2.  | Бразил               | 3     | 0      | 0      | 3      |
| 3.  | Француска            | 2     | 3      | 2      | 7      |
| 4.  | Аустралија           | 2     | 2      | 1      | 6      |
| 5.  | Кина                 | 2     | 1      | 2      | 5      |
| 6.  | Мађарска             | 1     | 0      | 3      | 4      |
| 7.  | Јужна Кореја         | 1     | 0      | 0      | 1      |
| 7.  | Норвешка             | 1     | 0      | 0      | 1      |
| 7.  | Уједињено Краљевство | 1     | 0      | 0      | 1      |
| 10. | Јапан                | 0     | 3      | 2      | 5      |
| 11. | Италија              | 0     | 3      | 0      | 3      |
| 11. | Канада               | 0     | 3      | 0      | 3      |
| 13. | Пољска               | 0     | 1      | 0      | 1      |
| 14. | Немачка              | 0     | 0      | 4      | 4      |
| 15. | Јужна Африка         | 0     | 0      | 3      | 3      |
|     | Укупно {15}          | 21    | 19     | 20     | 60     |

|             | Држава               | Злато | Сребро | Бронза | Укупно |
| ----------- | -------------------- | ----- | ------ | ------ | ------ |
| 1           | Сједињене Државе     | 8     | 2      | 5      | 15     |
| 2           | Кина                 | 3     | 1      | 5      | 9      |
| 3           | Холандија            | 2     | 1      | 3      | 6      |
| 4           | Данска               | 2     | 1      | 0      | 3      |
| 5           | Италија              | 2     | 0      | 0      | 2      |
| 6           | Уједињено Краљевство | 1     | 3      | 0      | 4      |
| 6           | Русија               | 1     | 3      | 0      | 4      |
| 8           | Шведска              | 1     | 1      | 0      | 2      |
| 9           | Белорусија           | 1     | 0      | 0      | 1      |
| 10          | Аустралија           | 0     | 6      | 2      | 8      |
| 11          | Јапан                | 0     | 1      | 0      | 1      |
| 12          | Француска            | 0     | 0      | 3      | 3      |
| 13.         | Канада               | 0     | 0      | 1      | 1      |
| 13.         | Немачка              | 0     | 0      | 1      | 1      |
| Укупно (14) | Укупно (14)          | 21    | 19     | 20     | 60     |

### Биланс медаља, укупно
|             | Држава               | Злато | Сребро | Бронза | Укупно |
| ----------- | -------------------- | ----- | ------ | ------ | ------ |
| 1.          | Сједињене Државе     | 16    | 5      | 8      | 29     |
| 2.          | Кина                 | 5     | 2      | 7      | 14     |
| 3.          | Бразил               | 3     | 0      | 0      | 3      |
| 4.          | Аустралија           | 2     | 8      | 3      | 13     |
| 5.          | Француска            | 2     | 3      | 5      | 10     |
| 6.          | Италија              | 2     | 3      | 0      | 5      |
| 6.          | Уједињено Краљевство | 2     | 3      | 0      | 5      |
| 8.          | Холандија            | 2     | 1      | 3      | 6      |
| 9.          | Данска               | 2     | 1      | 0      | 3      |
| 10.         | Русија               | 1     | 3      | 0      | 4      |
| 11.         | Шведска              | 1     | 1      | 0      | 2      |
| 12.         | Мађарска             | 1     | 0      | 3      | 4      |
| 13.         | Белорусија           | 1     | 0      | 0      | 1      |
| 13.         | Јужна Кореја         | 1     | 0      | 0      | 1      |
| 13.         | Норвешка             | 1     | 0      | 0      | 1      |
| 16.         | Јапан                | 0     | 4      | 2      | 6      |
| 17.         | Канада               | 0     | 3      | 1      | 4      |
| 18.         | Пољска               | 0     | 1      | 0      | 1      |
| 19.         | Немачка              | 0     | 0      | 5      | 5      |
| 20.         | Јужна Африка         | 0     | 0      | 3      | 3      |
| Укупно (20) | Укупно (20)          | 42    | 38     | 40     | 120    |

## Рекорди
Ово је преглед светских рекорда и рекорда светских првенстава постигнутих у Шангају 2011. На Светском првенству пливању оборени су само 2 светска рекорда.
| Датум   | Дисциплина     | () | Нови рекордер | Ново време | Претходни рекордер | Старо време | Година |
| ------- | -------------- | -- | ------------- | ---------- | ------------------ | ----------- | ------ |
| 28. јул | 200 м мешовито | ф  | Рајан Локти   | 1:54,00    | Рајан Локти        | 1:54,10     | 2009.  |
| 31. јул | 1.500 слободно | ф  | Сун Јанг      | 14:34,14   | Грант Хакет        | 14:34,56    | 2001   |